# Harwich
Harwich (pronunțat [ˈhærɪdʒ]) este un oraș în comitatul Essex, regiunea East, Anglia. Orașul aparține districtului Tendring. 